# Nonan
 
Nonan je linearni alkan s kemijskom formulom C9H20. To je bezbojna, zapaljiva tekućina, koja se prvenstveno javlja u komponenti frakcije naftnog destilata koja se obično naziva kerozin, koja se koristi kao gorivo za grijanje, traktor i mlazno gorivo. Nonan se također koristi kao otapalo, sredstvo za destilaciju, aditiv za gorivo i komponenta u biorazgradivim deterdžentima.
Nonan ima 35 strukturnih izomera .
Njegov supstituentski oblik je nonil. Njegov cikloalkanski pandan je ciklononan (C9H18).
Za razliku od većine alkana, brojčani prefiks u njegovom nazivu je iz latinskog, a ne grčkog (Ime koje koristi grčki prefiks bilo bi enneane).

## Reakcije izgaranja
Nonan prolazi kroz reakcije izgaranja koje su slične drugim alkanima. U prisutnosti dovoljno kisika, nonan gori da nastanu voda i ugljični dioksid.
C9H20 + 14 O2 → 9 CO2 + 10 H2O
Kada nema dovoljno kisika za potpuno izgaranje, produkti gorenja uključuju ugljični monoksid.
2 C9H20 + 19 O2 → 18 CO + 20 H2O

## Vanjske poveznice
- MSDS at Oxford University
- List of isomers of nonane